# Alexandra Escobar
María Alexandra Escobar-Guerrero (Esmeraldas, 17 luglio 1980) è un'ex sollevatrice ecuadoriana medagliata mondiale e pluricampionessa americana che ha gareggiato nelle categorie dei pesi piuma (fino a 53/55 kg.), dei pesi leggeri (fino a 58/59 kg.) e dei pesi medi (fino a 63 kg.).
Ha partecipato a ben cinque edizioni dei Giochi Olimpici.

## Carriera
María Alexandra Escobar-Guerrero si mise in evidenza a livello internazionale in occasione dei Campionati mondiali di Antalya 2001, dove vinse la medaglia di bronzo nella categoria dei pesi piuma (fino a 53 kg.) con 205 kg. nel totale.
Due anni dopo, passata alla categoria superiore dei pesi leggeri (fino a 58 kg.), conquistò la medaglia d'oro ai Giochi Panamericani di Santo Domingo con 210 kg. nel totale.
Partecipò alle Olimpiadi di Atene 2004, classificandosi al 7° posto finale con 215 kg. nel totale.
Nel 2007 confermò il titolo ai Giochi Panamericani di Rio de Janeiro, vincendo la medaglia d'oro con 223 kg. nel totale.
L'anno seguente vinse la medaglia d'oro anche ai Campionati panamericani di Callao con 210 kg. nel totale e, qualche mese dopo, prese parte alle Olimpiadi di Pechino 2008, terminando al 4° posto finale con 223 kg. nel totale.
Nel 2010 vinse un'altra medaglia d'oro ai Campionati panamericani di Città del Guatemala con 222 kg. nel totale.
L'anno successivo fu ancora medaglia d'oro ai Giochi Panamericani di Guadalajara con 221 kg. nel totale.
Nel 2012 partecipò alle Olimpiadi di Londra, terminando al 7° posto finale con 226 kg. nel totale.
Un anno dopo ritornò su un podio mondiale, ottenendo la medaglia d'argento ai Campionati mondiali di Breslavia con 225 kg. nel totale, battuta dalla taiwanese Kuo Hsing-chun (241 kg.).
Nel 2014, dopo essere passata alla categoria superiore dei pesi medi, Alexandra Escobar vinse la medaglia d'argento ai Campionati panamericani di Santo Domingo con 227 kg. nel totale.
Nel 2016, ritornando alla categoria dei pesi leggeri, ottenne la medaglia di bronzo ai Campionati panamericani di Cartagena con 215 kg. nel totale e, due mesi dopo, prese parte alle Olimpiadi di Rio de Janeiro, classificandosi per la seconda volta al 4° posto finale in una competizione olimpica, sollevando 223 kg. nel totale.
Si rifece parzialmente l'anno successivo, vincendo la medaglia d'oro ai Campionati panamericani di Miami con 211 kg. nel totale, mentre ai Campionati panamericani di Santo Domingo 2018 ottenne la medaglia d'argento con 212 kg. nel totale.
Nel 2019 Alexandra Escobar scese alla nuova categoria dei pesi piuma (fino a 55 kg.), prendendosi la medaglia d'argento ai Campionati panamericani di Città del Guatemala con 203 kg. nel totale; tre mesi dopo, salendo alla nuova categoria dei pesi leggeri (fino a 59 kg.), si aggiudicò la medaglia d'argento ai Giochi Panamericani di Lima con 220 kg. nel totale.
Due anni dopo partecipò alle Olimpiadi di Tokyo 2020, disputatesi nel 2021 a causa della pandemia COVID-19, non riuscendo a classificarsi per aver fallito i tre tentativi di ingresso nella prova di strappo.